# Перічею-Мік
Перічею-Мік (рум. Periceiu Mic) — село у повіті Селаж в Румунії. Входить до складу комуни Перічей.
Село розташоване на відстані 397 км на північний захід від Бухареста, 12 км на північний захід від Залеу, 73 км на північний захід від Клуж-Напоки.

## Населення
За даними перепису населення 2002 року у селі проживали 33 особи, усі — румуни. Усі жителі села рідною мовою назвали румунську.